# Tasta chalybeata
Tasta chalybeata là một loài bướm đêm trong họ Geometridae.